# Дорога никуда (роман)
«Дорога никуда» — роман русского писателя Александра Грина, опубликованный в 1930 году. Это последний законченный роман Грина. По мнению критиков, «Дорога никуда» является также и самым трагическим из романов писателя.

## Сюжет
Роман состоит из двух частей, действие которых разделено девятью годами. Как в ряде других произведений Грина, события разворачиваются в вымышленной стране.

### Часть 1
Семнадцатилетний юноша Тиррей Давенант, мать которого умерла, а отец пропал без вести много лет назад, живёт в городе Покет и работает помощником Адама Кишлота, владельца ресторана с оригинальным названием «Отвращение». Однажды в ресторан ненадолго заходят в сопровождении гувернантки две сестры, Роэна и Элли, дочери богача Урбана Футроза. Неожиданно для всех единственный кроме них посетитель кафе, Орт Галеран, симпатизирующий Тиррею, обращается к девочкам с просьбой замолвить слово о Тиррее перед их отцом, который мог бы дать юноше более подходящее занятие. Футроз приглашает Тиррея в дом и решает устроить его на судно к своему знакомому путешественнику, а пока выделяет Галерану деньги, на которые тот снимает для юноши комнату и покупает ему одежду. Тиррей счастлив, тем более что дом Футроза и его дочери очаровали его, и он чувствует, что перед ним открываются безграничные возможности. На своём последнем вечере у Футрозов Тиррей даже выигрывает в состязании по стрельбе приз — серебряного оленя, который останется с ним на долгие годы. Однако внезапно появляется отец Тиррея, опустившийся нищий и пьяница Франк. Узнав, что его сын свёл знакомство с богачом, отец Тиррея говорит ему, что тоже пойдёт к Футрозу, якобы от лица сына, и попросит о помощи. Не в силах вынести такого позора, Тиррей пытается разыскать Галерана, которого не оказывается в городе, и предотвратить встречу своего отца с семьёй Футрозов. При этом он остаётся без денег, потому что Франк обкрадывает его. Узнав, что Футроз с дочерьми уехал на три дня в Лисс на спектакли известных актёров, Тиррей решает идти туда пешком, чтобы рассказать им обо всём и попрощаться. Дорога полностью истощает юношу и, дойдя до театра, он падает без чувств, не поговорив с Футрозами. После этого он попадает в больницу.

### Часть 2
Проходит девять лет. После пребывания в больнице в Лиссе Тиррей не вернулся в Покет, а пошёл в противоположном направлении и остановился в гостинице у гор между Тахенбаком и Гертоном. Неожиданно владелец гостиницы Стомадор в поисках лучшей доли уехал, оставив её юноше, и с тех пор Тиррей (под именем Джемс Гравелот) стал преуспевающим владельцем гостиницы и трактира при ней. Однажды, когда Тиррей беседовал в трактире со своим знакомым Баркетом и его дочерью Мартой, туда же зашла проезжающая мимо компания по главе с Ван-Конетом, сыном губернатора. Когда Давенант показывает своё мастерство стрелка, убивая выстрелом муху, а затем несколько раз попадая в то же место, у Ван-Конета портится настроение, и он оскорбляет Марту, за что получает пощёчину от Давенанта. Ван-Конет уезжает, а Давенант ждёт вызова на дуэль, понимая, что просто так забыть оскорбление Ван-Конет не сможет. Однако Ван-Конету на днях предстоит свадьба, и его приятель Сногден подкупает Баркетов, чтобы они никому не говорили о случившемся. В гостиницу же он подсылает человека, который под видом ящиков с книгами оставляет у Давенанта контрабандные сигареты. Когда к гостинице подъезжает полиция, Давенант понимает, что его арестуют, чтобы он не мог навредить Ван-Конету. С помощью знакомого контрабандиста ему удаётся сбежать на корабль контрабандистов, который направляется в Покет. При высадке, однако, контрабандистов пытается арестовать полиция, в результате чего завязывается перестрелка. Будучи прекрасным стрелком, Давенант убивает нескольких полицейских, однако затем его в числе других выживших контрабандистов арестовывают и помещают в тюрьму. Хотя Давенанту грозит смертная казнь, он надеется на суде рассказать всю правду о том, что произошло между ним и Ван-Конетом, который тем временем благополучно женился на девушке по имени Консуэло. 
Через контрабандистов, у которых есть свои люди среди надзирателей тюрьмы, о Тиррее узнаёт Стомадор, который по случайности работает в продуктовой лавке у самых стен тюрьмы. Он вступает в переписку с Давенантом и разыскивает Галерана. Они разрабатывают план подкопа, который с территории лавки Стомадора выйдет во двор тюрьмы. Тем временем состояние Давенанта ухудшается из-за ранения в колено, полученного во время перестрелки. Через несколько дней подкоп готов. В тот же день становится известно, что суд заочно приговорил всех контрабандистов и Давенанта к казни. Ночью Галеран с сообщниками переходят через вырытый тоннель на территорию тюрьмы, но Давенант уже очень плох и из-за раны не может встать. В бреду он говорит, что к нему должна прийти проститься женщина, и Стомадор бежит в город, чтобы найти кого-нибудь, кто сможет поговорить с Давенантом перед его казнью. Случайно он встречает и приводит Консуэло, которая впервые узнаёт о том, что сделал её муж. Поговорив с Давенантом, она уходит, обещая помочь. Консуэло разрывает с мужем, заставив его сделать признание начальнику тюрьмы, в результате которого дело контрабандистов пересматривается. Смертельно больного Давенанта выпускают, и он умирает в присутствии Консуэло и Галерана от заражения крови.

## История создания
Роман был задуман в 1926 году и в рукописи носил название «На теневой стороне». Новое название было выбрано Грином после посещения выставки «Современная английская гравюра и литография», которая проходила в Москве с 26 сентября 1926 года и которую он посетил с женой. По воспоминаниям жены, это была «небольшая гравюра в незаметной тёмной рамке, изображающая отрезок дороги, поднимающейся на невысокий пустынный суровый холм и исчезающей за ним. Суровая гравюра» Согласно каталогу выставки, гравюра английского художника Джона Гринвуда называлась «Дорога в никуда» (A Road to Nowhere). На ней изображено место, которое находится недалеко от маленького городка Грассингтон на севере Англии. Грину понравилась как сама картина, так и её название, обратило на себя внимание и созвучие между его фамилией и фамилией художника.
Завершенная рукопись романа имеет подпись: «Феодосия, 23 марта 1929 г.». Опубликован роман был отдельной книгой в начале 1930 года в московском издательстве «Федерация».

## Критика
Алексей Варламов назвал «Дорогу никуда» «лучшей, хотя и не самой известной, книгой Грина», а также «наименее фантастическим из романов Грина». По мнению Макса Фрая, «Дорога никуда» — это, «возможно, не самая обаятельная, но самая мощная и разрушительная из книг Александра Грина» и его «лучший роман». Макс Фрай обращает внимание на то, что Грин «вывернул наизнанку» следующую традиционную схему: «одинокий мечтатель скитается по миру в поисках двери, которая приведет его в Волшебную страну (...); в конце концов, после множества передряг, без коих немыслим сюжет, он добивается своего». 
По мнению Анджея Иконникова-Галицкого, «это роман о том, как всё могло быть чудесно хорошо и как всё стало бедствием и гибелью», причём «роль разрушителя судьбы играет отец главного героя, забулдыга и пьяница, который давным-давно бросил сына и вдруг явился неизвестно откуда». Критик отмечает, что роман «очень хорошо написан. Язык и стиль Грина освобождаются от наследия литературной молодости, от элементов дурновкусия и бульварщины. Нет вычурности и нарочитой экзотичности, свойственной многим его произведениям». При этом «художественное совершенство только усиливает горечь».

## Экранизации
- 1983 — «Человек из страны Грин» —  советская постановка по мотивам романов «Бегущая по волнам» и «Дорога никуда».
- 1992 — «Дорога никуда» — украинский фильм по мотивам романа, снятый Александром Муратовым.
- 2007 — «Бегущая по волнам» — российский фильм режиссёра Валерия Пендраковского по мотивам романов «Бегущая по волнам», «Дорога никуда», «Золотая цепь» и других произведений писателя.